# Liste der Stolpersteine in Wesseling
Die Liste der Stolpersteine in Wesseling enthält alle Stolpersteine, die im Rahmen des gleichnamigen Kunstprojekts von Gunter Demnig in Wesseling verlegt wurden. Mit ihnen soll an Opfer des Nationalsozialismus erinnert werden, die in Wesseling lebten und wirkten.

## Verlegte Stolpersteine
| Adresse                         | Name           | Inschrift | Verlegedatum  | Bild                                                       | Anmerkung                                   |
| ------------------------------- | -------------- | --- | ------------- | ---------------------------------------------------------- | ------------------------------------------- |
| Auf dem Rheinberg 11 (Standort) | Lina Koppel    | Hier wohnte Lina Koppel geb. Moses Jg. 1875 deportiert 1941 Riga ermordet                                                                              | 13. Dez. 2014 | Stolperstein Wesseling Auf dem Rheinberg 11 Lina Koppel    | geboren am 26. Februar 1875 in Tarnow       |
| Auf dem Rheinberg 11 (Standort) | Helene Koppel  | Hier wohnte Helene Koppel Jg. 1888 deportiert 1941 ermordet in Riga                                                                                    | 13. Dez. 2014 | Stolperstein Wesseling Auf dem Rheinberg 11 Helene Koppel  | geboren am 16. Januar 1888 in Wesseling     |
| Auf dem Rheinberg 11 (Standort) | Karl Koppel    | Hier wohnte Karl Koppel Jg. 1904 deportiert 1941 ermordet in Łodz / Litzmannstadt                                                                      | 13. Dez. 2014 | Stolperstein Wesseling Auf dem Rheinberg 11 Karl Koppel    | geboren am 4. März 1904 in Wesseling        |
| Auf dem Rheinberg 11 (Standort) | Johanna Koppel | Hier wohnte Johanna Koppel Jg. 1907 Flucht England USA                                                                                                 | 13. Dez. 2014 | Stolperstein Wesseling Auf dem Rheinberg 11 Johanna Koppel |                                             |
| Kölner Straße 28 (Standort)     | Johanna Mayer  | Hier wohnte Johanna Mayer Jg. 1862 deportiert 1942 Theresienstadt ermordet 5.5.1943                                                                    | 13. Dez. 2014 | Stolperstein Wesseling Kölner Straße 28 Johanna Mayer      | geboren am 9. September 1862 in Wesseling   |
| Kölner Straße 28 (Standort)     | Julie Mayer    | Hier wohnte Julie Mayer Jg. 1867 deportiert 1942 Theresienstadt ermordet 5.3.1943                                                                      | 13. Dez. 2014 | Stolperstein Wesseling Kölner Straße 28 Julie Mayer        | geboren am 10. Juni 1897 in Wesseling       |
| Kölner Straße 28 (Standort)     | Jakob Wolff    | Hier wohnte Jakob Wolff Jg. 1875 deportiert 1942 Theresienstadt 1942 Treblinka ermordet                                                                | 13. Dez. 2014 | Stolperstein Wesseling Kölner Straße 28 Jakob Wolff        | geboren am 22. September 1875 in Ochtendung |
| Kölner Straße 28 (Standort)     | Nanny Wolff    | Hier wohnte Nanny Wolff geb Mayer Jg. 1869 deportiert 1942 Theresienstadt 1942 Treblinka ermordet                                                      | 13. Dez. 2014 | Stolperstein Wesseling Kölner Straße 28 Nanny Wolff        | geboren am 1. Mai 1869 in Wesseling         |
| Kölner Straße 80 (Standort)     | Walter Koppel  | Hier wohnte Walter Koppel Jg. 1906 deportiert 1942 Theresienstadt 1944 Auschwitz Dachau 1945 Flossenbürg ermordet 24.1.1945 Aussenlager Leitmeritz     | 29. März 2017 | Stolperstein Wesseling Kölner Straße 80 Walter Koppel      | geboren am 25. Mai 1906 in Wesseling        |
| Nordstraße 20 (Standort)        | Emil Cahn      | Hier wohnte Emil Cahn Jg. 1904 'Schutzhaft’ 1938 Dachau Flucht 1939 England                                                                            | 29. März 2017 | Stolperstein Wesseling Nordstraße 20 Emil Cahn             |                                             |
| Nordstraße 20 (Standort)        | Irene Cahn     | Hier wohnte Irene Cahn geb. Löwenstein Jg. 1907 verhaftet 1943 Gefängnis Klingelpütz deportiert 1944 Theresienstadt befreit                            | 29. März 2017 | Stolperstein Wesseling Nordstraße 20 Irene Cahn            |                                             |
| Nordstraße 20 (Standort)        | Josef Cahn     | Hier wohnte Josef Cahn Jg. 1925 Flucht 1939 Holland interniert Westerbork deportiert 1944 Theresienstadt Auschwitz 1945 Buchenwald Schicksal unbekannt | 29. März 2017 | Stolperstein Wesseling Nordstraße 20 Josef Cahn            | geboren am 25. August 1925 in Wesseling     |
| Nordstraße 20 (Standort)        | Kurt Cahn      | Hier wohnte Kurt Cahn Jg. 1929 Flucht 1939 Holland interniert Westerbork deportiert 1944 Theresienstadt 1944 Auschwitz ermordet                        | 29. März 2017 | Stolperstein Wesseling Nordstraße 20 Kurt Cahn             | geboren am 10. April 1929 in Wesseling      |
| Nordstraße 20 (Standort)        | Hannelore Cahn | Hier wohnte Hannelore Cahn Jg. 1935 Flucht 1939 Holland interniert Westerbork deportiert 1944 Theresienstadt ermordet 25.10.1944 Auschwitz             | 29. März 2017 | Stolperstein Wesseling Nordstraße 20 Hannelore Cahn        | geboren am 31. Mai 1935 in Wesseling        |